# Pinia
Pinia (Grieks: Πηνεία) is een deelgemeente (dimotiki enotita) van de fusiegemeente (dimos) Ilida, in de Griekse bestuurlijke regio (periferia) West-Griekenland.
Pinia ligt in het voormalige departement Ileia en telt 5660 inwoners.